# Побойникът
„Побойникът“ (на английски: Big Bully) е американска черна комедия от 1996 г. на режисьора Стийв Минър, сценарият е на Марк Стивън Джонсън и главните роли се изпълняват от Рик Моранис и Том Арнолд.

## Актьорски състав
- Рик Моранис – Дейвид Лиъри
  - Джъстин Джон Рос – младият Дейвид Лиъри
- Том Арнолд – Роско „Фанг Бигър“
  - Майкъл Цвайнър – младият Роско „Фанг Бигър“
- Джулиън Филипс – Виктория Тъкър
  - Тифани Фостър – младата Виктория Тъкър
- Керъл Кейн – Фейт Бигър
- Джефри Тамбор – Арт Лъндстръм
- Къртис Армстронг – Кларк
- Тони Пиърс – Улф
  - Матю Словик – младият Улф
- Хари Уотърс-младши – Алън
  - Си Джей Грейсън – младият Алън
- Фейт Принц – Бети Лъндстръм
- Дон Кнотс – директор Кокелар
- Блейк Башоф – Бен Лиъри
- Коуди МакМейнс – Кърби Бигър
- Стюарт Панкин – Джери
  - Грант Хувър – младият Джери
- Бил Доу и Сюзън Бейн – родителите на Дейвид
- Норма Макмилиън – госпожа Ръмперт
- Алф Хъмфрис – учителка
- Мириам Смит – плачеща учителка
- Грегъри Смит – дете #2
- Теган Мос – момиче в клас
- Александър Полок – Корки
- Кайл Лабине – Стийв

## В България
В България филмът излиза на видеокасета на 7 юли 1997 г. от „Александра Видео“.